# Saint-Gilles (Quebec)
Saint-Gilles es un municipio canadiense situado en la provincia de Quebec.

## Superficie
Saint-Gilles tiene una superficie de 177,43 km².

## Demografía
En 2021, tenía 2910 habitantes, una densidad poblacional de 16,4 hab./km², y 1264 viviendas.